# Tom Cousineau
College Football Hall of Fame 2016
(en) Statistiques sur pro-football-reference
Thomas Michael Cousineau, né le 6 mai 1957, à Fairview Park dans l'Ohio est un joueur américain de football américain qui a été linebacker dans la Ligue canadienne de football (LCF) et la National Football League (NFL) pendant neuf saisons au cours des années 1970 et 1980.
Il a joué au football universitaire pour les Buckeyes de l'université d'état de l'Ohio et a remporté deux fois le prix All-American.
Il est le premier choix de la draft 1979 de la NFL et a joué professionnellement pour les Alouettes de Montréal de la LCF ainsi que pour les Browns de Cleveland et les 49ers de San Francisco en NFL.
Cousineau est membre du College Football Hall of Fame, élu dans la classe de 2016. Il est récipiendaire du Silver Anniversary Butkus Award en 2003.

## Jeunesse
Cousineau est né à Fairview Park, dans l’Ohio, de Carol et Tom Cousineau Sr, entraîneur-chef de football américain et entraîneur de lutte au lycée de Lakewood (Ohio). Par conséquent, sa mère ne voulait pas qu'il joue au football sous l'ombre de son père. Cousineau a donc joué au football américain au lycée pour le St. Edward High School, situé à quelques pâtés de maisons de Lakewood. Il a excellé et a été l’un des joueurs de football les plus recrutés dans le pays au cours de sa dernière année.  Il a obtenu son diplôme en 1975.
Cousineau était aussi un lutteur accompli. En 1975, sous les ordres de l'entraîneur légendaire Howard Ferguson, il perdait contre le futur joueur de la NFL Bob Golic du St. Joseph High School, rival de la grande école de garçons, dans les demi-finales du tournoi de lutte de l'État de l'Ohio dans la catégorie des poids lourds. Le match a été qualifié de « l'un des plus mémorables » Golic remportera le titre national et Cousineau finira à la troisième place. Cousineau et Golic finiront par devenir coéquipiers en NFL avec les Browns.

## Carrière universitaire
Cousineau a étudié à l’université d'État de l'Ohio, où il a joué pour l’équipe de football américain, les Buckeyes de l’entraîneur légendaire Woody Hayes (en) de 1975 à 1978. Au cours de cette période, l’Ohio State enregistre un bilan global de 36-10-2 et 28-4 dans la conférence Big Ten, remportant trois fois le titre de champion du Big Ten. Les Buckeyes ont joué quatre jeux de bowl après chacune des saisons: dans le Rose Bowl, l’Orange Bowl, le Sugar Bowl et le Gator Bowl. Ils ont fait partie du Top 5 pendant 36 semaines au cours de ces quatre années et de l’équipe n ° 1 au pays pendant huit semaines en 1975, pour finir respectivement quatrième, sixième et douzième dans les derniers sondages d’Associated Press en 1975, 1976 et 1977.
Cousineau s'est spécialisé en marketing. Il fait partie de la première équipe All-America, battant le record scolaire avec 211 tackles en une saison en 1978, une moyenne de 17,5 par match. Il a également battu le record scolaire pour le plus grand nombre de tackles dans un match avec 29 contre les Nittany Lions de Penn State en 1978, et a été le MVP de l'Orange Bowl en 1977.
Le dernier match de Cousineau avec les Buckeyes a été le fameux Gator Bowl de 1978 contre les Tigers de Clemson, au cours duquel l'entraîneur Hayes a frappé le linebacker Charlie Bauman, de Clemson, dans les dernières minutes du match. Hayes a été licencié le lendemain pour l'incident.
Cousineau détient encore de nombreux records de tackles des Buckeyes. En 2016, il détient toujours six des 10 meilleurs records de tackles pour un seul match. Il se classe également deuxième sur la liste de tous les temps de l'OSU avec 569 points et sur la liste des tackles en carrière avec 259.
Il a été nommé All-American en 1977 et 1978. Le Chicago Tribune le nomme MVP du Big Ten en 1978. Il est diplômé de l'OSU en 1979. En 2016, il est devenu le 25e joueur d'Ohio State, avec sept entraîneurs de Buckeyes, à être nommé au Temple de la renommée du football universitaire.

## Carrière professionnelle
Cousineau est sélectionné premier de la draft 1979 de la NFL par les Bills de Buffalo, qui acquièrent ce choix dans le cadre d’un ensemble de cinq sélections des 49ers de San Francisco lors d’un échange en 1978 avec O. J. Simpson,. Cependant, il n'a jamais joué pour les Bills. Il signe plutôt avec les Alouettes de Montréal de la Ligue canadienne de football, qui lui offrent pour le double de l'argent offert à l'origine par les Bills. Cousineau devient une star pour les Alouettes et sera le MVP de la Coupe Grey en 1979. À sa troisième saison, il ne dispute que quatre matchs en raison d'une blessure au coude alors que les Alouettes s'effondrent.
En 1982, Cousineau veut retourner en NFL, choisissant de renoncer à deux années optionnelles avec les Alouettes. Les Oilers de Houston ont tenté de le signer, mais les Bills (qui détenaient toujours les droits de Cousineau sur la NFL) se sont alignés sur l’offre. Le propriétaire des Browns de Cleveland, Art Modell, souhaite également le signer. Cousineau est échangé des Bills aux Browns pour un choix de premier tour (14e) lors de la draft 1983, plus un deuxième et un troisième choix des drafts les années suivantes. Ce choix de premier tour est utilisé pour sélectionner le quarterback futur membre du Pro Football Hall of Fame, Jim Kelly. Cousineau signe un contrat de cinq ans d’un montant de 2,5 millions de dollars, le plus gros contrat jamais signé par les Brown.
En 1983, Cousineau est arrêté à la suite d'une collision mineure avec une voiture de police le jour de la Saint Patrick. Il est accusé de conduite en état d'ébriété, d'utilisation inappropriée des voies de circulation et de conduite sans permis de conduire. Il est par la suite déclaré non coupable de l'accusation de conduite en état d'ébriété, mais coupable de l'infraction de roulage (l'accusation de permis de conduire est abandonnée).
Au cours des quatre saisons que Cousineau passe avec les Browns, il mène l’équipe en tackles pendant trois saisons. Au cours de la saison 1983, il intercepte quatre passes et est nommé dans la 2e équipe All-NFL. Il est également nommé dans la 2e équipe All-NFL par l'Associated Press en 1984, mais n'a jamais été qualifié pour le Pro Bowl de sa carrière. Il est considéré comme une déception surpayée à Cleveland, alors que les partisans des Bills se souviennent avec tendresse du fait que l’homme qui les avait un jour nargués pour la LCF avait été échangé contre Jim Kelly. Cousineau signe avec les 49ers de San Francisco en tant qu'agent libre après la saison 1985. Il y joue deux ans comme réserviste avant de prendre sa retraite en 1987. Cousineau termine sa carrière dans la NFL avec 10 interceptions et 6,5 sacks en carrière.